# 迪羅倫時光機
迪羅倫時光機（英語：DeLorean time machine），是科幻電影《回到未來系列》三部曲中使用的改裝車。

## 概要
在片中由愛默·布朗博士利用在現實世界中真實存在的德羅寧DMC-12跑車改裝成一部時光機。在2015年，博士還把這部時光機改裝成一輛擁有「懸滯轉換」（Hover conversion）功能的飛天車。車內的「通量電容器」（Flux Capacitor）在車子的速度達至時速88英哩之際能使時光機穿越時空，車子本身使用一般汽油來驅動，而時光機的部份則以鈽（第一集）和核融合（第二、三集）作為穿越時空的動力來源。車內時光計時器採用十四段顯示器、速度計則採用七段顯示器；計時器設定目標（紅色）、現在（綠色）和最後離開（黃色）的日期和時間。
實際催生的是勞勃·辛密克斯跟鮑勃·葛爾於1981年開始寫劇本時，原本的時光機是一台冰箱，但害怕孩子因為模仿而受困，因而改成一輛汽車；當時迪羅倫DMC-12受到全世界媒體關注，成為一部值得期待的新車，以其未來感外型中選。至於為何設定88英哩，純粹是劇組認為讓觀眾容易記得這個數位速度計看起來很酷。家用核融合反應器「融解先生」（Mr. Fusion）或閃電可代替鈽輸出1.21吉瓦（gigawatts）電力，在片中讀作「one point twenty one jigawatts」，是因為對專業術語不熟悉請教別人所得到的唸法。

## 設備

### 通量電容器（Flux capacitor）

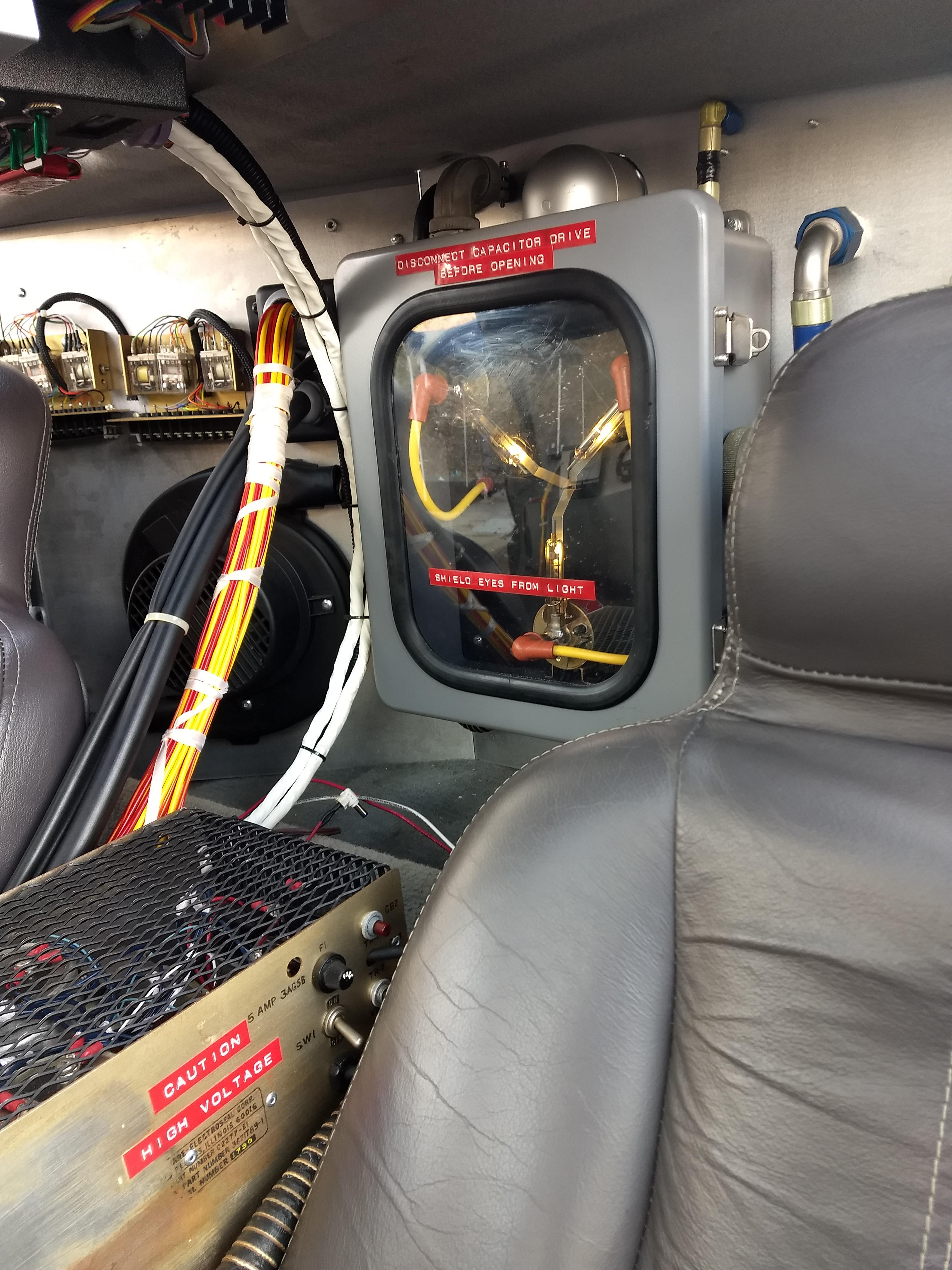
電影中的時光機的通量電容器的複製品

通量電容器是時光機的核心部件，由一個矩形的隔間和三個呈Y字形排列的光管組成，博士將其形容為“能使時間旅行變成可能的東西（What makes time travel possible）”。
當時光機行駛的速度達至時速88英里時，光管中的電子便會開始以更快的速度脈動，直到變成穩定的電流。博士最初於1955年11月5日構思出通量電容器的想法，當時他在浴室裡掛著一個時鐘時站在馬桶的邊緣，但滑倒且頭撞到了水槽。博士其後將電容器命名為“通量壓縮器（Flux compressor）”，在第三集結尾出現的蒸氣火車時光機的煙囪式前燈中也可看到十分相似但利用蒸氣來驅動的通量電容器。
雖然在電影中並沒有具體描述通量電容器的運作原理，但博士曾經在第一集的測試中提及德羅寧DMC-12的不銹鋼車身對“通量擴散（Flux dispersal）”有著直接的影響，但他當時還沒解釋完就被時光機的出現給打斷了。通量電容器需要1.21吉瓦的電能才能運作，大致相當於15部商用飛機的噴氣引擎所產生的功率。

### 時間電路（Time circuits）

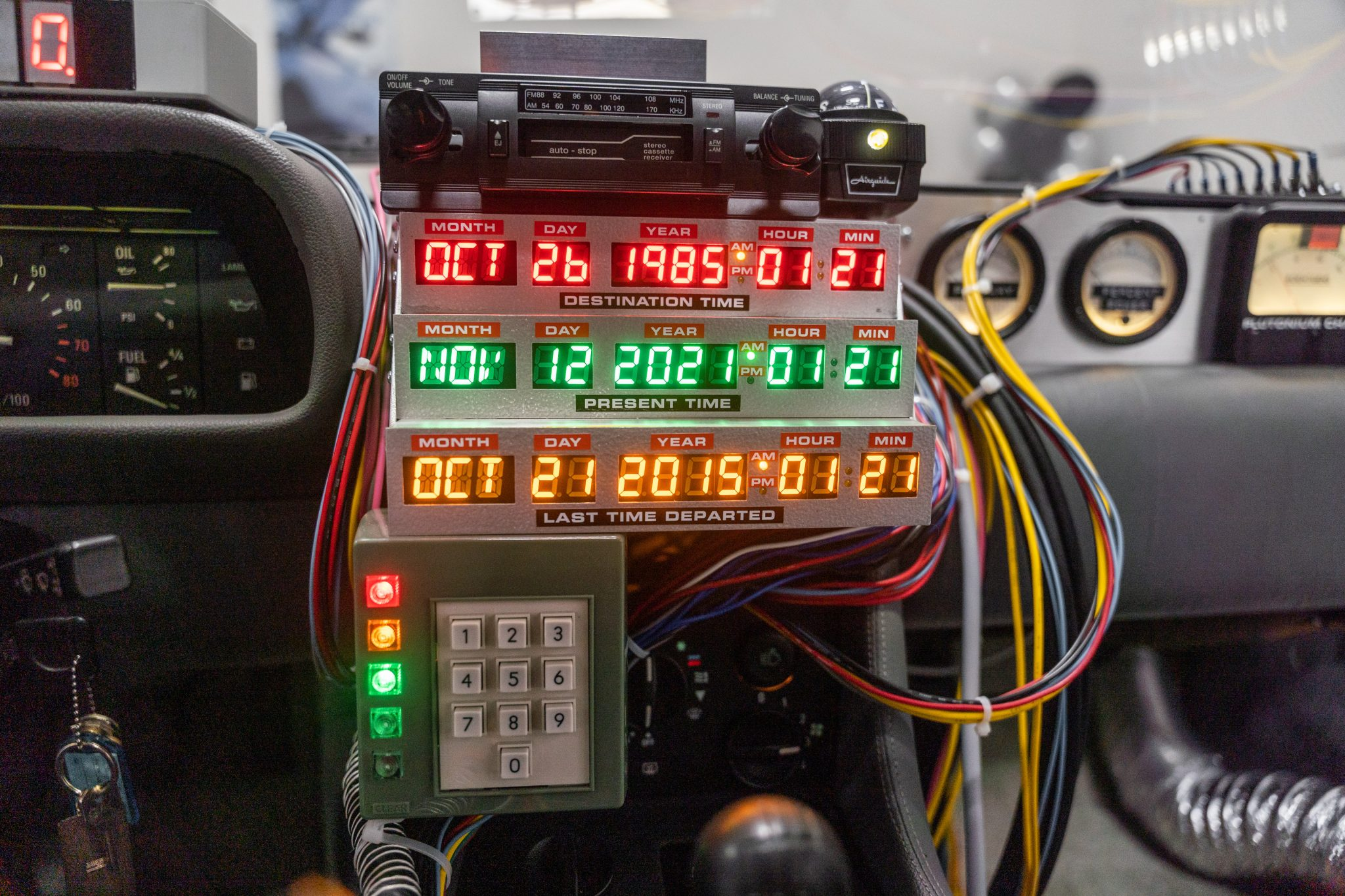
第一集和第二集中使用的時間電路

時間電路是時光機最主要的組成部份，利用一個用於輸入時間的鍵盤和三個十四段顯示器所組成，顯示器分為三個部份，分別顯示目的地時間（紅色）、目前所在的時間（綠色）和剛離開的時間（黃色），所有部分均帶有Dymo標籤。每個顯示包括月、日、年以及該時間點的小時和分鐘。時間電路上的年份限制為四位數，因此不可能前往公元0年之前，即公元前1年或之前的年份，也就是說時光機可以從0年1月1日早上12時正開始前往9999年12月31日晚上11時59分或之前的任何時間。
目的地時間的部份顯示駕駛者希望時光機前往的日期（當駕駛者使用鍵盤輸入日期時，它將顯示在顯示目的地時間的部份中），目前所在的時間的部份顯示時光機目前所在的時間，剛離開的時間的部份顯示時光機在穿越時空前所在的時間點。博士在第一集的測試完成後向馬蒂展示並以兩個眾所周知的日期為例：美國簽署《獨立宣言》的1776年7月4日、耶穌基督誕生的0年12月25日和他構思出通量電容器的1955年11月5日。
在第二集中，2015年的畢夫發現並偷走了時光機前往1955年後，時間電路便開始出現故障，在目的地時間的顯示部份中顯示1885年1月1日，在第二集的結尾，一道閃電把時光機連同博士一起從1955年送到1885年。在第三集中得知，時光機被閃電擊中並來到1885年後因為用於控制時間電路的芯片被擊毀而無法修復，1955年的博士於是利用一些真空管和其他物料維修電路，好讓馬蒂能夠回到1885年拯救1985年的博士。

### 融合先生（Mr. Fusion）

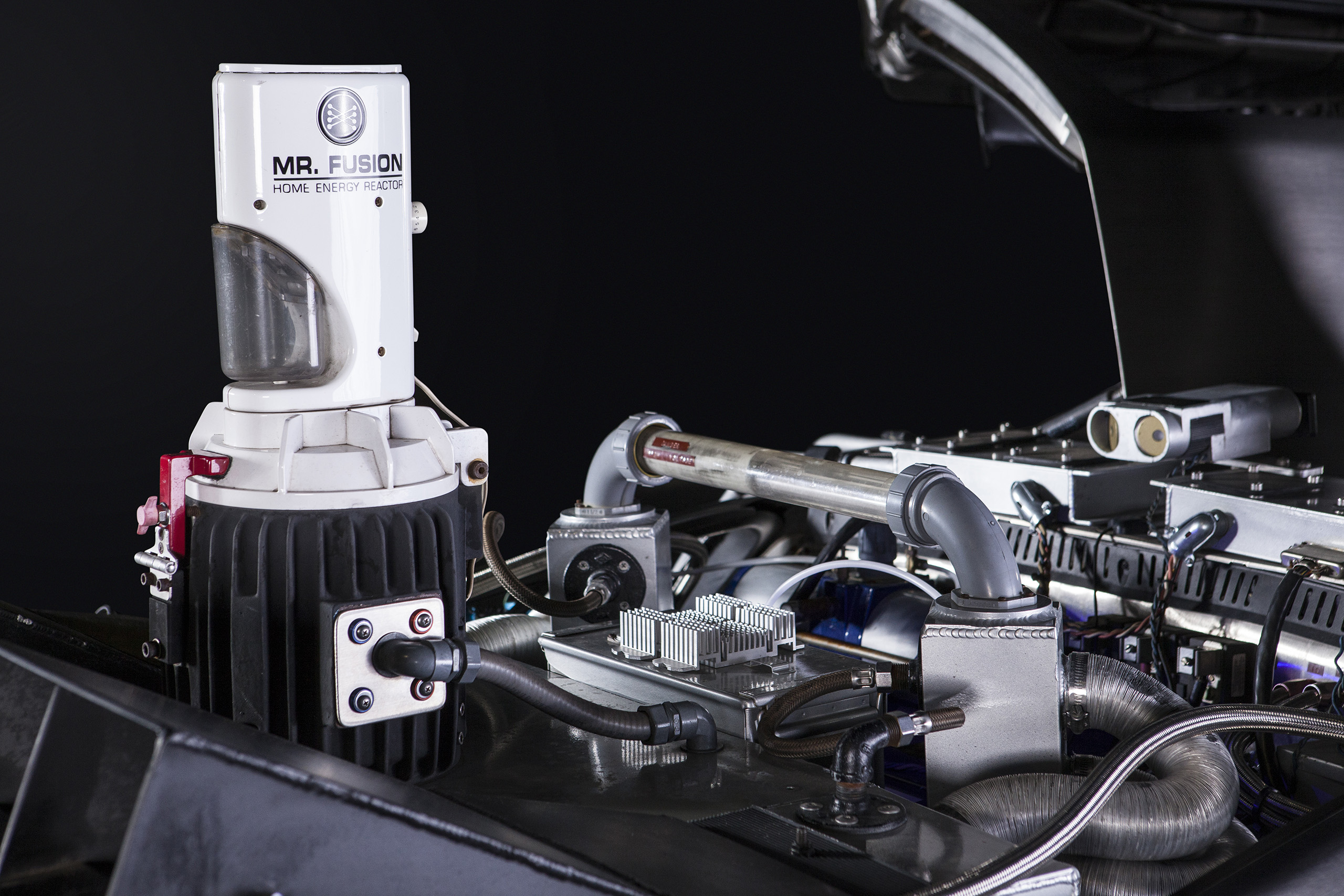
置於時光機車尾的家用能源反應器的複製品

家用能源反應器“融合先生（Mr Fusion）”藉由核融合將垃圾和廢物轉化為供應給通量電容器和時間電路的能量。在第二集電影中，融合先生能讓時光機產生穿越時空所需的1.21吉瓦的電力。融合先生所產生的能量能取代第一集中使用的鈽元素成為時光機的主要能源，而鈽裂變反應堆很可能作為其備用電源安裝在融合先生的正下方。
融合先生可以為通量電容器和時間電路提供足夠的電力，但並不用於為車子本身供電，因為時光機本身是使用普通的汽油內燃機來達到穿越時空所需的時速88英里的速度。當馬蒂和博士被困在1885年並且因為油箱破裂而無法駕駛時光機時，這個限制被證明是至關重要的。時光機的懸滯轉換（Hover conversion）功能亦是由融合先生提供動力，使時光機能夠在飛行的時候達至時速88英里。

## 下落
《回到未來三部曲》拍攝下來，總共改裝6輛迪羅倫DMC-12外加1台玻璃纖維製飛天車道具，現存3輛原車、日本環球影城那輛為拼裝車：
1. A車主角一直在好萊塢環球影城用來宣傳。經年累月戶外展示受損而進行修復，現室內收藏展覽。[6][7]
2. B車看似一堆廢鐵，其實是處理過的特效車，以其它複製品代之破壞，曾於好萊塢星球檀香山餐廳倒掛展示。
3. C車放在好萊塢環球影城外頭展示日曬雨淋生鏽，拿別處同型車零組件修補；最終拍片過的零組件拼裝成日本環球影城展示車。
4. 玻璃纖維道具用於「回到未來特效舞台秀」，2002年還在其它電影中出現，結果堆放倉庫賣不出去被拆解。
5. 特效演練車偕同片中蒸汽火車在佛羅里達環球影城展示。
6. 換裝越野底盤及懸吊、福斯引擎跟聯合傳動器、仿1955年輪胎、引擎蓋的真空管電路等設計有兩輛[8]，一輛也用在「回到未來特效舞台秀」，後入庫並充作日本環球影城展示車零組件。
7. 另一輛從日本展示回來也入庫，重出展示時遭大改，後售予專門從事好萊塢紀念品買賣的公司處理復舊[8]，一再轉售（ScreenUsed→Profiles in History），現私人擁有[9]。

- A車為最初主角車，不忍其繼續受損下去，成立「Time Machine Restoration」組織，交由為Nike Mag廣告複製迪羅倫時光機的Temporal FX團隊修復。[10][11]
- B車是特效車，歷經三部曲洗禮變成一副破爛樣。賣給好萊塢星球餐廳，但檀香山分店關閉後去向不明。
- C車用作拍攝車內場景。[11]
- 玻璃纖維道具用在第一、二集的飛天車場景。
- 特效演練車出現在第三集延伸的「回到未來：乘車遊」（Back to the Future: The Ride）[12]影片中。
- 末了提及兩輛乃第三集道具車。現存那一輛售予ScreenUsed之前的展示送至喬治·巴里斯（George Barris）整備，然巴里斯非但把原車改成自我詮釋的飛天車造型[8]，還宣稱是自己創作[13][14]有魚目混珠之嫌[15]，遭環球影業發禁止函警告[16]。

## 複製
儘管德羅寧DMC-12被車迷和汽車業界認為是失敗商品，卻因為《回到未來系列》而知名度不墜，提及兩者皆不可分，至今不乏玩家把車子改裝成片中樣式，也有廠商提供相關服務。環球影業為了宣傳續集與環球影城遊樂設施「回到未來：乘車遊」開幕而另外委託創作至少4輛迪羅倫時光機。
目前日本環境設計株式会社社長岩元美智彦持有官方最新複製改裝車。岩元在大學時期受到《回到未來系列》中廢棄物當作燃料啟發，後來開設公司從事廢棄衣物再生燃料事業有成，於2015年5月向環球影業提出以再生燃料驅動迪羅倫時光機企畫。環球方面爽快允諾，除了車子購入、改造費用以外，諸如契約金和版權費等全免。由製作電影特殊車輛的美國工場操刀，同年8月交車，飾演愛默·布朗博士的克里斯多福·洛伊德與岩元會面且在車上簽名。同年10月21日也是回到未來日，該車參加日本當地《回到未來》30週年紀念活動。

## 圖集

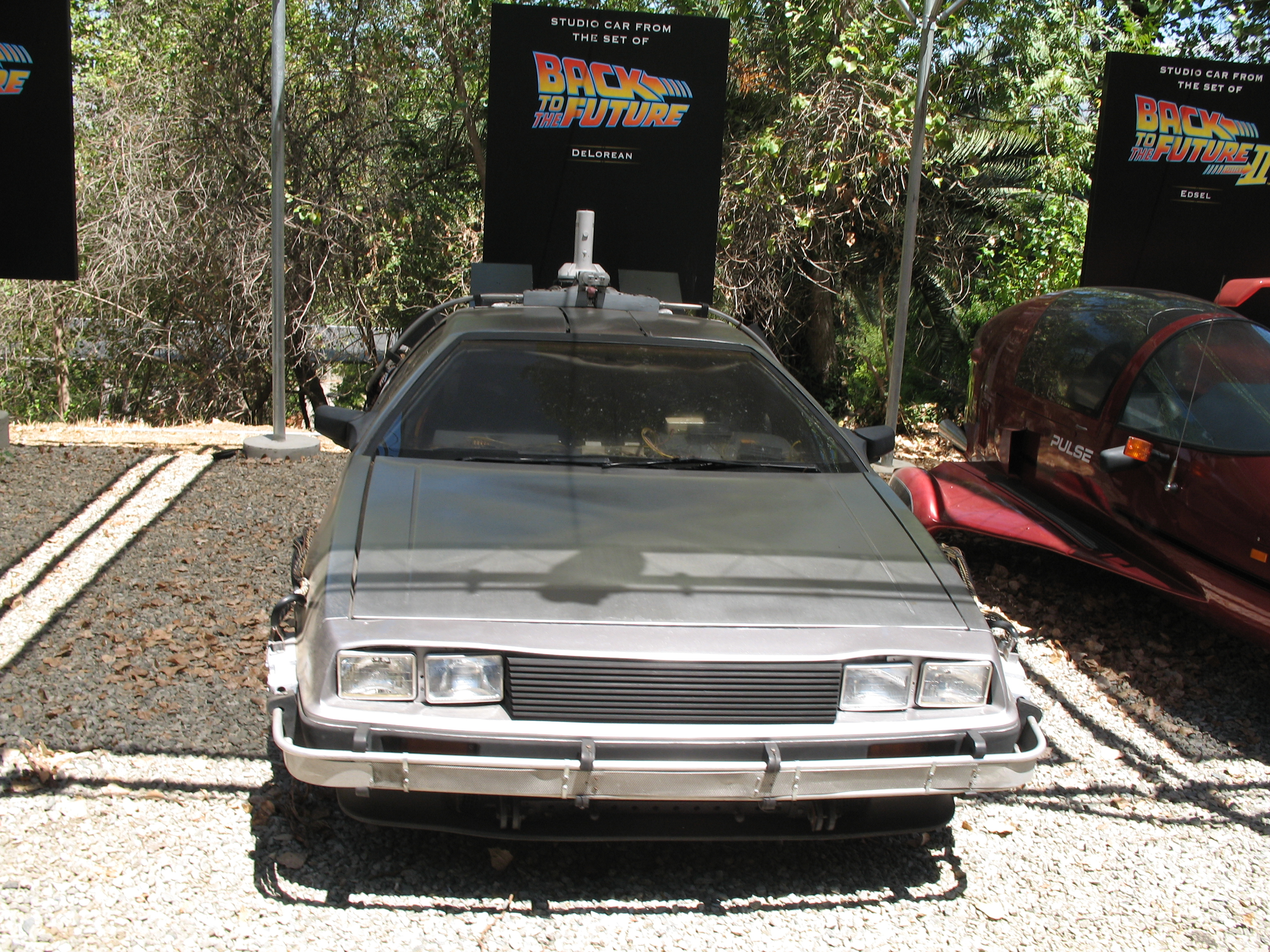
好萊塢環球影城戶外展示的A車，受損修復後移至室內
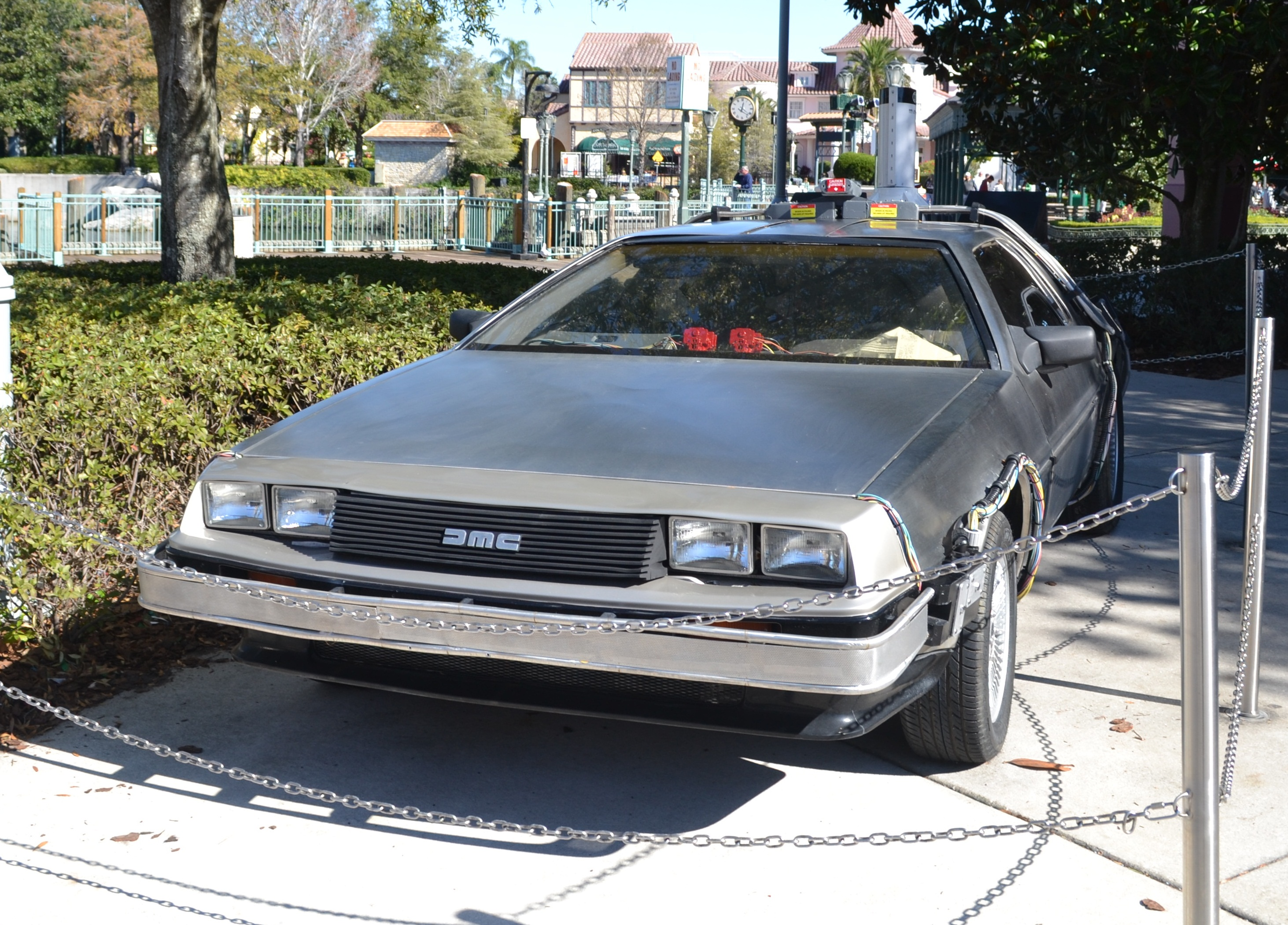
佛羅里達環球影城戶外展示車
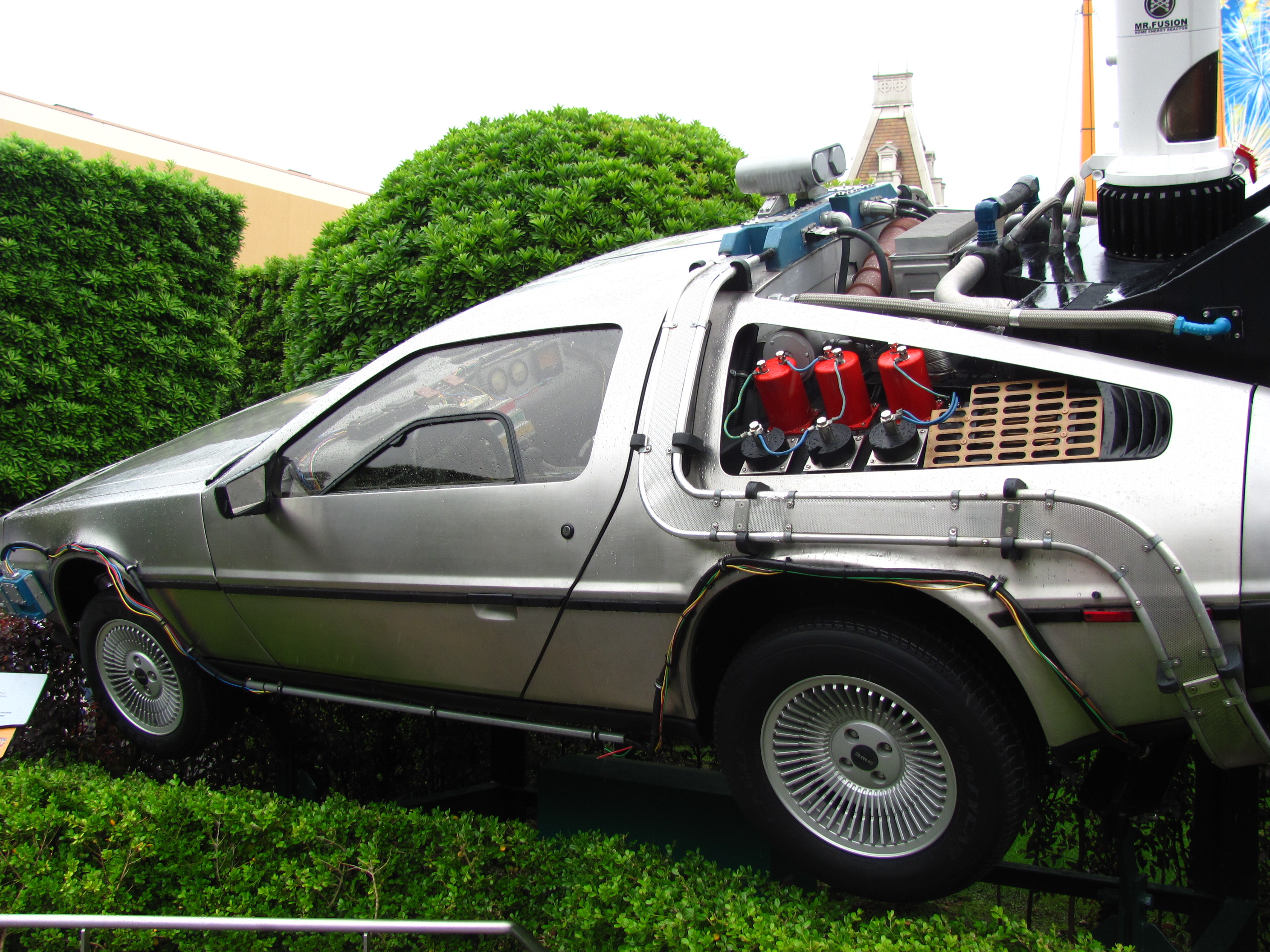
日本環球影城戶外展示車
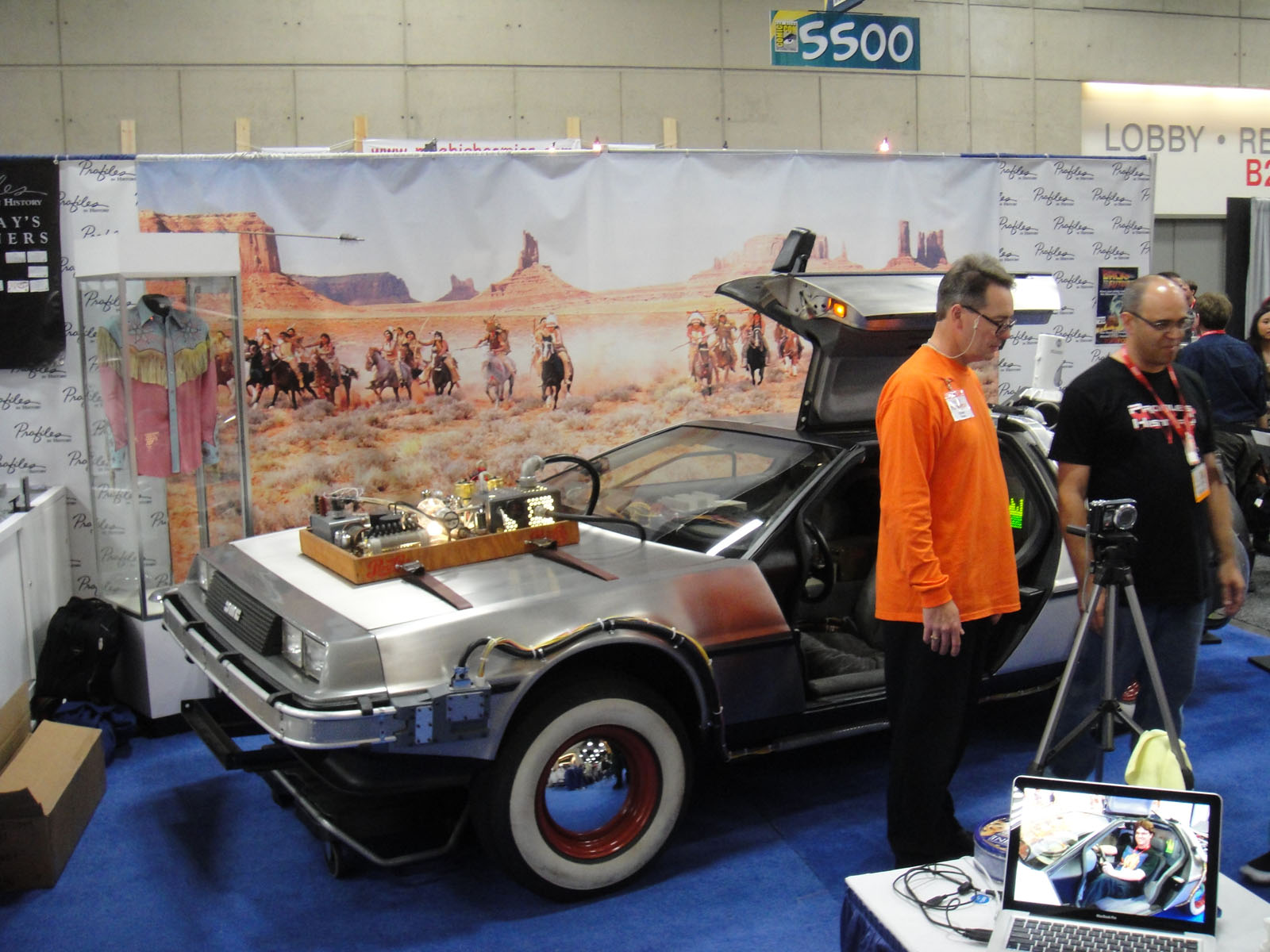
Profiles in History展示車
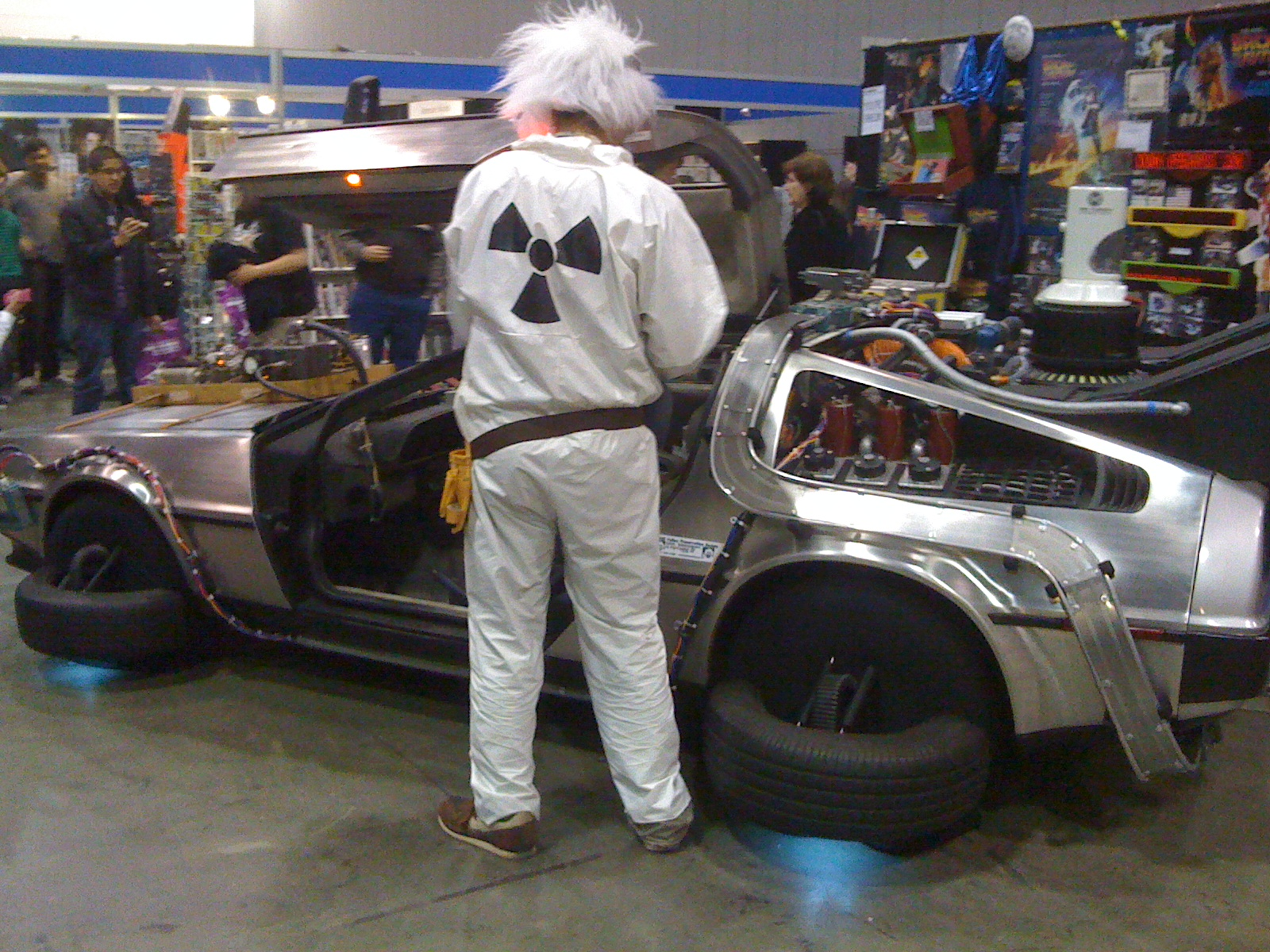
揉合其它道具車特色的飛天車仿製品
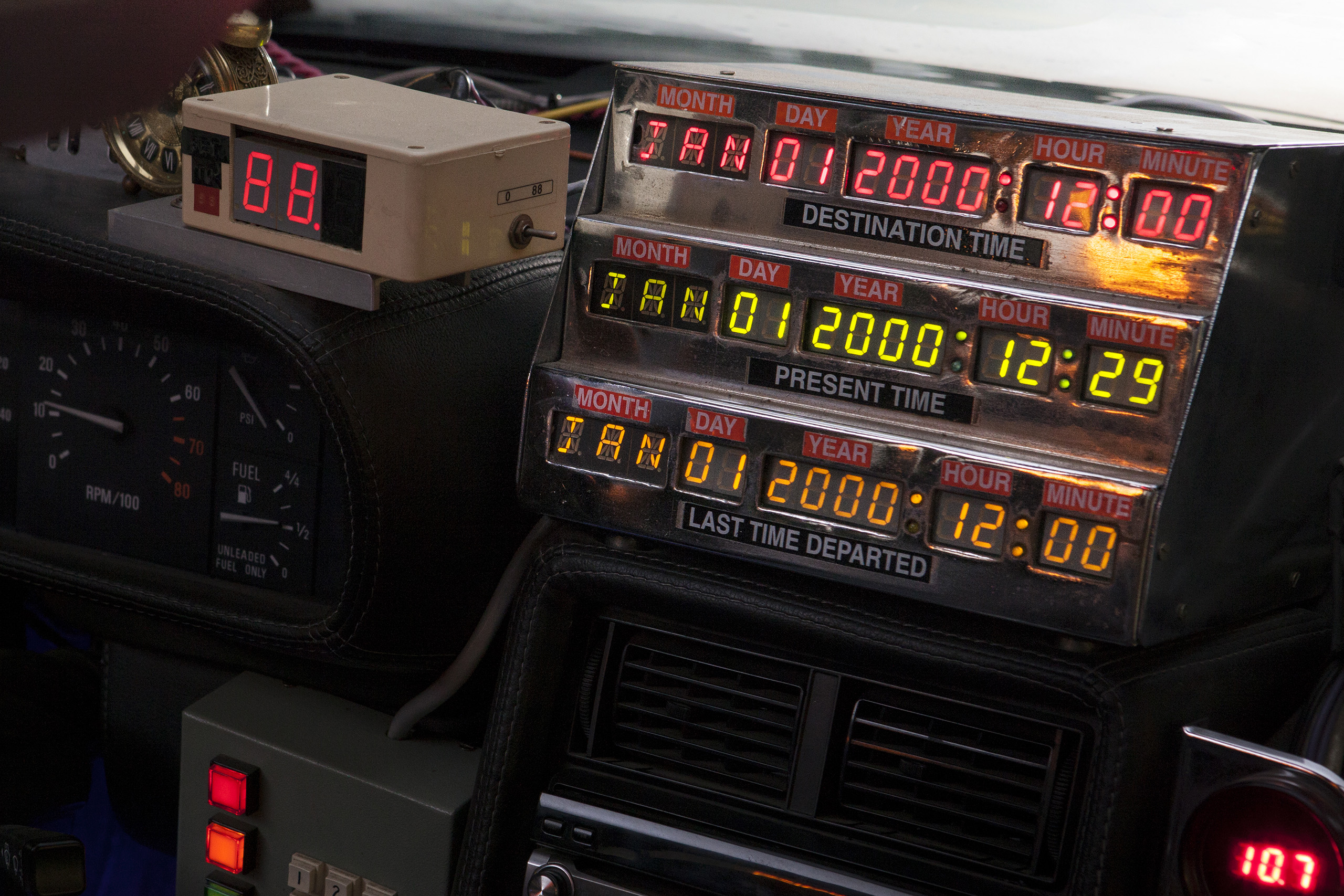
時光計時器和速度計仿製品
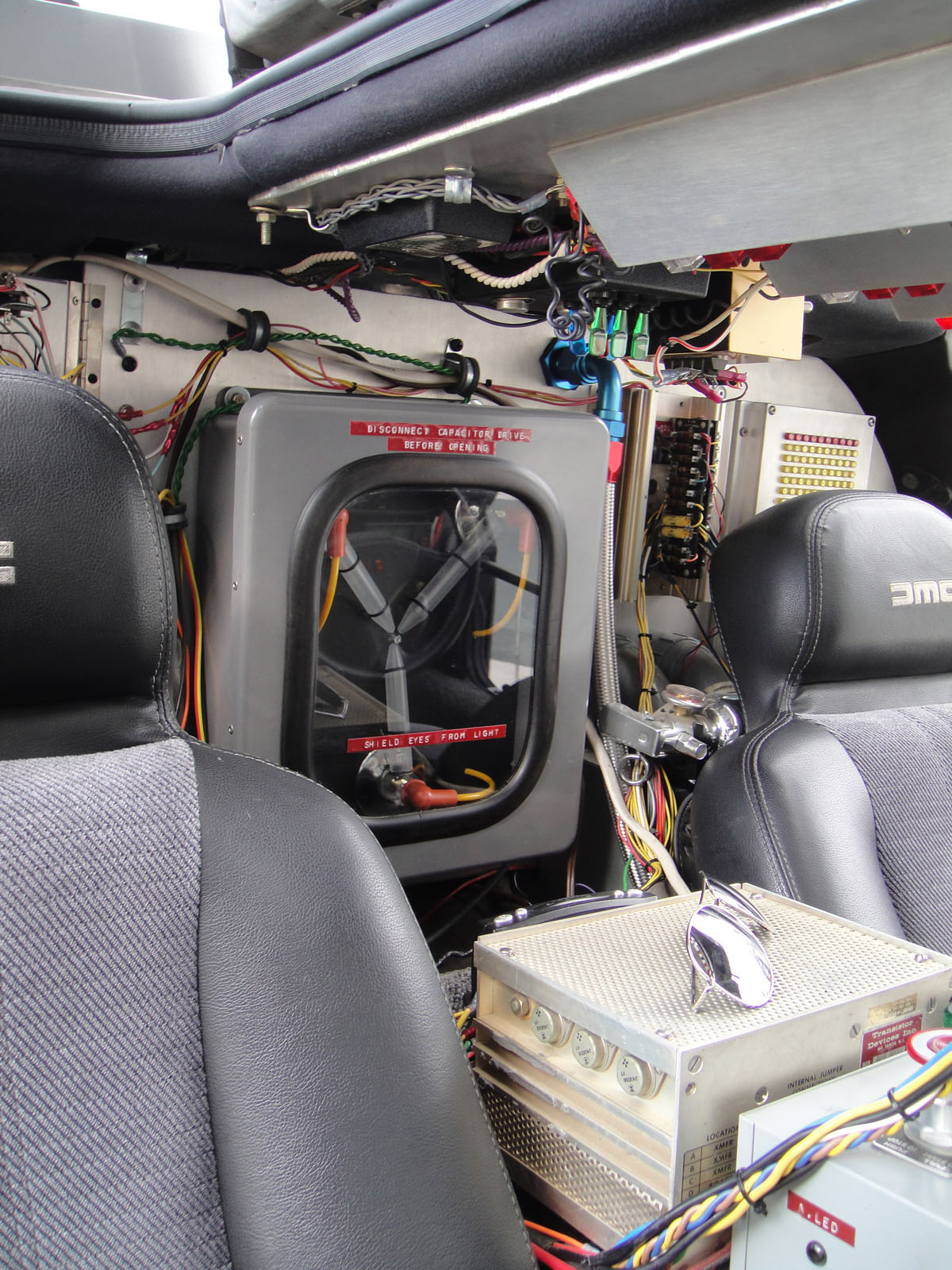
「通量電容器」仿製品
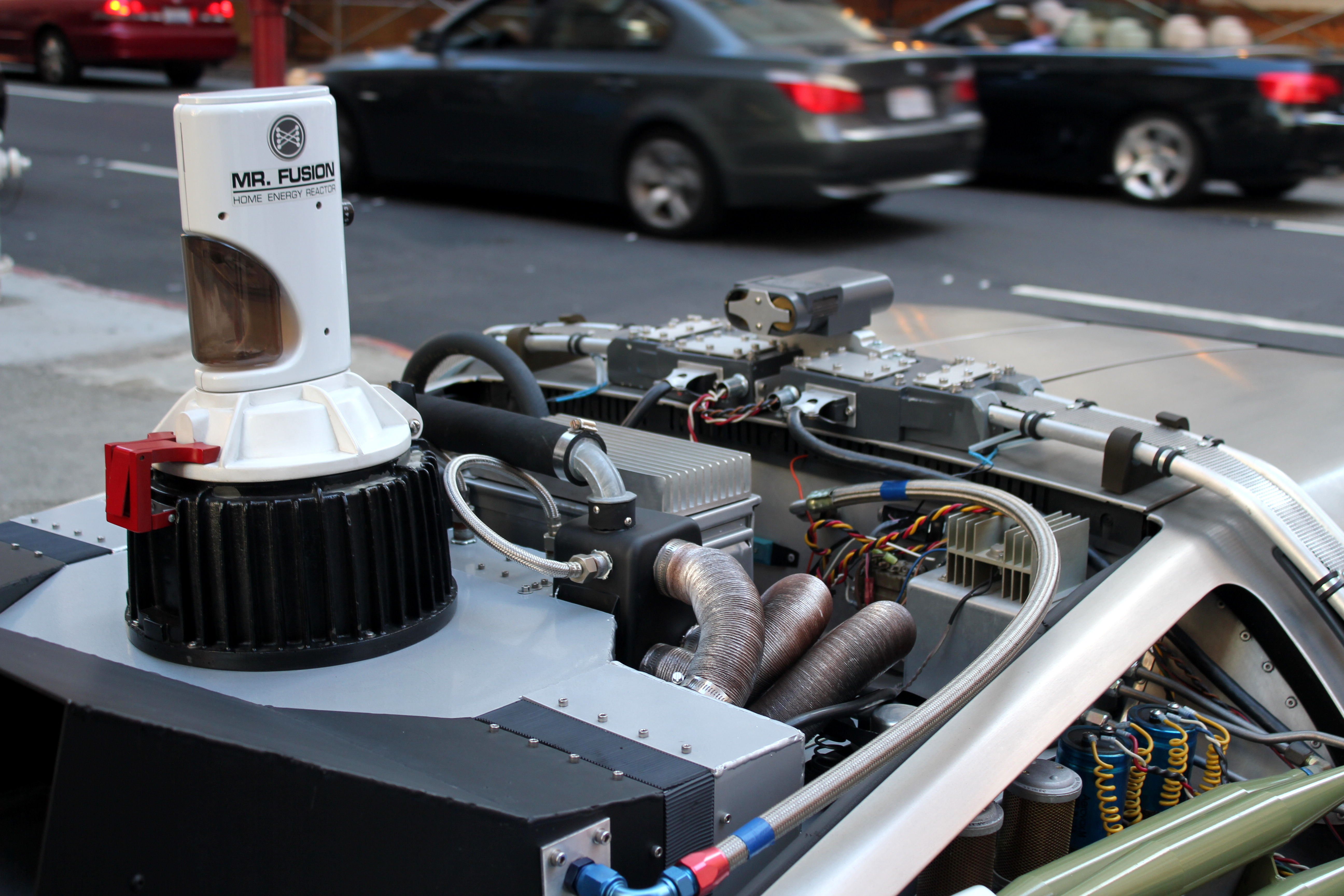
「融解先生」仿製品
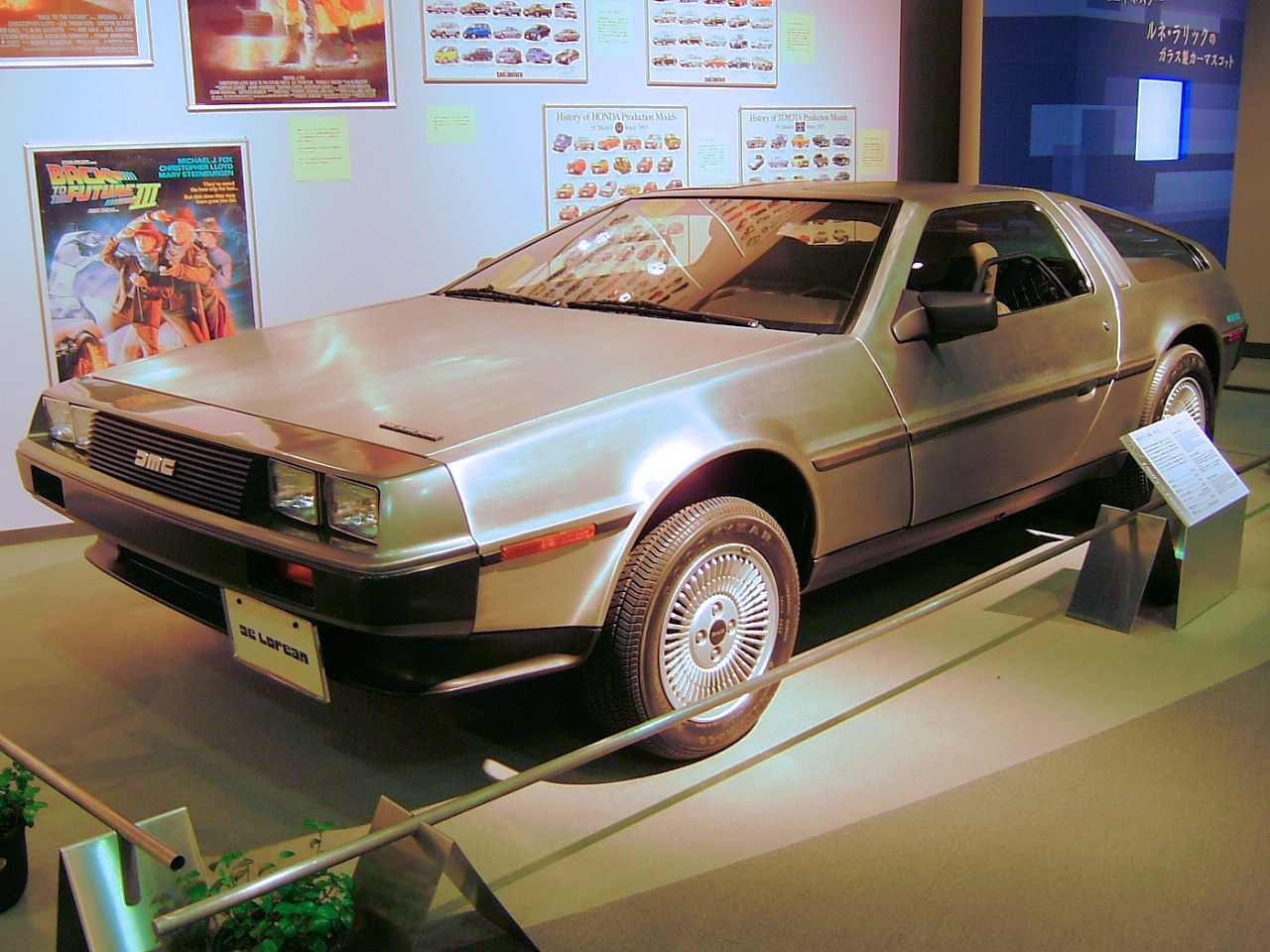
豐田博物館展示的迪羅倫DMC-12，不忘附帶《回到未來三部曲》海報

## 外部連結
- Back to the Future - The DeLorean （页面存档备份，存于）
- Back to the Future - Jay Ohrberg's Hollywood Cars
- OUTATIME: Saving the DeLorean Time Machine （页面存档备份，存于）
- Temporal FX （页面存档备份，存于）
- Time Machine Restoration的Facebook專頁
- BTTF Restoration的X（前Twitter）